# Carlo Costalli
Carlo Costalli (San Casciano in Val di Pesa, 17 dicembre 1948) è un politico italiano.

## Biografia
Candidato con la Democrazia Cristiana alle elezioni politiche del 1992, non risulta eletto, ma diventa senatore della XI legislatura il 12 gennaio 1994 al posto di Giancarlo Ruffino, deceduto in un incidente stradale. Termina il suo mandato nell'aprile dello stesso anno, con la fine anticipata della legislatura. 
Dal 1991 al 1998 è stato componente del CGIE, Consiglio Generale degli Italiani all'Estero, in seguito è componente del Comitato Esecutivo dell'UELDC, Unione Europea dei Lavoratori Democratici Cristiani.
Dal 2001 al 2020 è presidente del Movimento Cristiano Lavoratori (di cui fa parte sin dalla fondazione nel 1972).
È stato anche consigliere presso il CNEL.